# Asclerosibutia girardi
Asclerosibutia girardi es una especie de coleóptero de la familia Oedemeridae.

## Distribución geográfica
Habita en Camerún.